# Владимирово (Татарстан)
Владимирово — село в Мамадышском районе Татарстана. Входит в состав Усалинского сельского поселения.

## География
Находится в центральной части Татарстана на расстоянии приблизительно 33 км на запад по прямой от районного центра города Мамадыш.

## История
Основано в XVIII веке, упоминалось также как Малый Берсут. В 1893 году была построена Троицкая церковь. Относится к числу населенных пунктов, где проживают кряшены.

## Население
Постоянных жителей было: в 1782 — 63 души мужского пола, в 1859—540, в 1897—844, в 1908—1178, в 1920—1143, в 1926—1050, в 1938—980, в 1949—873, в 1979—714, в 1989—478, в 2002 году 371 (татары 66 %), в 2010 году 304.